# 34752 Venkatkrishnan
34752 Venkatkrishnan è un asteroide della fascia principale. Scoperto nel 2001, presenta un'orbita caratterizzata da un semiasse maggiore pari a 2,2669723 au e da un'eccentricità di 0,1020070, inclinata di 2,95346° rispetto all'eclittica.